# نعلية خان
نعلية خان أو نعللوخان (بالتركية: Nallıhan)‏ هي بلدة ومُديريَّة تقع في ولاية أنقرة بتركيا. تصل مساحتها إلى 1972.5 كم²، وترتفع عن سطح البحر حوالي 625 م.